# Ударные части Русской армии
Уда́рные ча́сти Ру́сской а́рмии (уда́рные батальо́ны, батальо́ны сме́рти, дружи́ны сме́рти, ча́сти сме́рти, революцио́нные батальо́ны, штурмовы́е батальо́ны, уда́рники) — отборные части, формировавшиеся во время Первой мировой войны в русской армии для прорыва обороны противника в позиционной войне.
Весной 1917 года, в связи с общим развалом русской армии, началось изменение ударных частей, которые из отборных специальных подразделений превращались в особые воинские части, состоявшие из добровольцев, готовых сражаться с противником и личным примером побудить основную массу армии продолжать войну. В этот период ударные части стали использовать не только для прорыва обороны неприятеля, но и для усмирения воинских мятежей в собственной армии и как заградительные отряды.
Если до 1917 года название «ударные части» было равносильно определению «штурмовые части», в силу присущей им тактики действий, то после Февральской революции это словосочетание стало обозначать части «верные долгу», и воспринималось как «почётное звание» в силу возложенных на такие части морально-политических задач. После Октябрьской революции Советское правительство, продолжившее курс большевиков на скорейшее заключение сепаратного мира, вывод России из мировой войны и ликвидацию бывшей императорской армии, упразднило все ударные части. Во время гражданской войны многие «ударники» примкнули к Белому движению:36.

## Русская императорская армия

### Возникновение штурмовых команд — взводов гренадер
С установлением на театрах Первой мировой войны позиционной войны воюющие стороны пришли к выводу, что необходимо менять тактику наступательного боя, так как привычные методы ведения наступательных операций приводили к многотысячным потерям при захвате нескольких сотен метров глубоко эшелонированной линии обороны противника. В Германии — чуть раньше (Sturmbataillon), а в русской и австро-венгерской армиях — к 1916 году — инициативой войскового начальства были созданы особые штурмовые подразделения, предназначенные для прорыва обороны противника в «окопной войне», главным навыком которых должно было быть умение вести ближний бой, в том числе метко метать гранаты в окопы неприятеля.
Родоначальником таких особых подразделений в русской армии считают командующего 5-й армией генерала от кавалерии П. А. Плеве, который издал приказ:

…сформировать из них при каждой роте особые команды бомбометателей (тем более что)… безоружных… по недостатку винтовок имеется достаточное число в каждой дивизии… (В них) избирать людей смелых и энергичных, вооружить каждого десятью гранатами, удобно повешенными на поясе, и топорами произвольного образца, а также снабдить каждого лопатой, по возможности большой, и ручными ножницами для резки проволоки.
— Приказ по 5-й армии от 4 октября 1915 года № 231.
С конца 1915 года штурмовые команды — так называемые взводы гренадер, к которым были прикреплены инструкторы-сапёры, появились во всех пехотных и гренадерских полках русской армии. Взводы первоначально имели по штату одного офицера, четырёх унтер-офицеров и 48 нижних чинов. Вооружались и экипировались «новые» гренадеры касками Адриана, карабинами (офицеры — револьверами), кинжалами-бебутами, 7—8 гранатами, носимых в специальных брезентовых чехлах, надеваемых крест-накрест через плечо, стальными щитами (не менее одного на двух гренадер). Каждый взвод должен был иметь по 2 бомбомёта.
Подразделения гренадер использовались для ближнего боя в условиях окопной войны. Их недостатком было отсутствие тяжёлого вооружения. Боевой опыт потребовал укрупнения состава ударных частей, и взводы гренадер в 1917 году уступили место ударным батальонам, которые были в силах решать более крупные тактические задачи.
В противостоящей германской армии также создавались штурмовые части (официально с марта 1915 года), оснащению, вооружению и обучению которых уделялось большое внимание. В боевых действиях они применялись очень широко на всех фронтах. Показательно, что в германской армии развитие штурмовых подразделений также привело к их «батальонному» размеру.

### Штурмовые части к началу 1917 года
В качестве демонстрации форм, которые приняли штурмовые части русской армии к началу 1917 года, современные историки приводят в пример приказы и мероприятия Особой армии генерала от инфантерии П. С. Балуева, которая входила в состав Юго-Западного фронта. 2 февраля 1917 года в приказе № 109/10 пояснялось:

организовать… специальные «ударные отряды» для того, чтобы дать в руки начальников надёжное средство для проявления частной активности… при обороне и вместе с тем создать кадр хорошо обученных смельчаков, применение которых при наступлении пехоты придаст ему большую живость и уверенность.

Приложением к этому приказу шла инструкция № 320/48 под названием «Наставление для ударных частей». Согласно наставлению, при каждой пехотной дивизии создавались ударный батальон 3-ротного состава (каждая рота — из трёх взводов) и техническая команда, состоявшая из пяти подразделений: пулемётного (4 пулемётных взвода по два ручных пулемёта); миномётного; бомбомётного (четыре взвода); подрывного (подрывной и ракетный взводы); телефонного (6 телефонных и 4 подслушивающие станции). Бойцов-штурмовиков в составе батальона положено было иметь 1049 (их продолжали называть «гренадерами») и 13 офицеров.
К обязательному индивидуальному снаряжению добавился противогаз. Каждый батальон вооружался тяжёлым вооружением и снабжался техническими средствами: 8 станковыми пулемётами, 8 ручными пулемётами (Шоша или Льюиса), 4 миномётами, 8 бомбомётами, 200 сигнальными ракетами, 7 телефонными аппаратами и телефонным проводом (24 версты); подрывного имущества должно было хватать на устройство восьми проходов в колючей проволоке.

### Обучение гренадер
В Особой армии была организована школа «инструкторов гренадерского дела», первый выпуск которых состоялся в мае 1917 года. В школу направлялись, согласно «Положению о школе гренадер…» (приказ № 313/47 от 23 марта 1917 года), по одному офицеру от каждой бригады или полка и по одному солдату от батальона пехоты или стрелкового эскадрона кавалерийских частей. В школе изучали все типы гранат, русских и иностранных, приёмы их бросания из различных положений — стоя, с колена, лёжа, из-за укрытий, из окопа, в окоп. Особо отрабатывалась меткость броска. «Гранатное дело» было в центре обучения. Изучались устройство гранат, способы и методы организации складов гранат, применение гранат в бою. Гренадер должен был уметь метко кидать гранату на 50—60 шагов. Изучали также устройство пулемётов, бомбомётов, гранатомётов. Особое внимание уделялось развитию индивидуальной инициативы и навыков разведки и траншейной войны (изучению систем окопов и укреплений, искусственных заграждений, борьбы в узлах сопротивлений, приёмов ближнего боя и порчи оружия противника). Индивидуальное обучение продолжалось групповым: ученики делились на группы «метальщиков» и «подносчиков». Группы обучались практическим навыкам ведения траншейного боя, в котором каждому гренадеру отводилась определённая роль: проделывание проходов в системах ограждения, атака окопа, бой в ходах сообщения, оборона окопа, организация пополнения в людях и гранатах.
В мае после первого выпуска школа была разделена на две, получившие название «Северная» и «Южная», так как их территориально разнесли на фланги Особой армии. Обе школы стали обслуживать не только Особую армию, но и все армии Юго-Западного фронта. В ноябре, после того как школы успешно выпустили бы второй кадр инструкторов, командующий 11-й армией генерал-лейтенант М. Н. Промтов рекомендовал создать школы инструкторов при каждой армии и при каждом корпусе, чтобы каждый полковой взвод гренадер укомплектовать не просто «охотниками», но прошедшими специальное обучение военнослужащими. Но это предложение не было реализовано.

### Задачи в бою
Штурмовые части должны были решать следующие задачи:
1. При прорыве укреплённых позиций противника:
а) штурм особо важных и особо укреплённых участков;
б) поддержка атаки пехоты первой линии наступления и развитие её успеха в траншеях (ликвидация противника);
2. При обороне:
а) бой для улучшения своего положения (захват отдельных пунктов при контратаках);
б) поиск для захвата пленных и разрушения оборонительных сооружений противника;
в) уничтожение противника, ворвавшегося в расположение части.

### Тактика ведения боя
Ударные части требовалось располагать только в тылу. Использовать их в качестве частей, повседневно держащих линию фронта, или атаковать ими открытые участки запрещалось. На передовую они должны были выводиться только для выполнения поставленной боевой задачи, после чего возвращаться обратно в тыл. Предписывалось при подготовке наступления выводить ударные части на передовую за несколько дней до намеченного дня наступления, чтобы гренадеры, сделав разведывательные вылазки, могли лично ознакомиться с местностью и обороной противника. Если разведданные и время до начала наступления позволяли, предписывалось в тылу создавать макеты оборонительных сооружений противника в натуральную величину и на них проводить тренировки.
При атаках применялся групповой боевой порядок «волны» — бойцы передового отряда вооружались ручными гранатами для поражения живой силы, за ними следовали гренадеры, вооружённые гранатами Новицкого, для проделывания проходов в искусственных препятствиях, за ними следовали специалисты — сигнальщики, артиллерийские наблюдатели, телефонисты, пулемётчики, миномётчики. Замыкали боевой порядок санитары и подносчики. Форма строя для траншейного боя — змейка. При атаке глубоко эшелонированной линии обороны противника «ударники» шли впереди цепей пехоты, совместно с разведчиками-пехотинцами. Резчики проволоки делали проходы в заградительных полях, и метальщики гранат, дождавшись выхода пехоты на рубеж атаки, подползали под прикрытием стрелкового огня пехотинцев и дымовой завесы к окопам противника на дистанцию метания гранаты, по команде «в атаку» забрасывали окопы противника гранатами и врывались в первую линию обороны, продвигаясь далее по окопам во все стороны.

### Знаки различия
К концу 1916 года взводы гренадер стали в русской армии обычными и повсеместно распространёнными воинскими подразделениями. Возникла необходимость ввести для них особые знаки различия. 16 ноября 1916 года начальник штаба Верховного главнокомандующего генерал от инфантерии М. В. Алексеев направил Верховному главнокомандующему докладную записку:

С соизволения Вашего Императорского Величества при пехотных и стрелковых полках на время настоящей войны сформированы особые взводы гренадер.
 В целях установления некоторого отличия в форме одежды нижних чинов гренадерских взводов полагалось бы установить для них на левом рукаве мундира и шинели особый знак, в виде нашитого из алого сукна изображения горящей гранаты, диаметром в один вершок.

На следующий день император Николай II наложил на записку резолюцию «Согласен».
Однако из-за того, что приказ об учреждении новых воинских подразделений — взводов гренадер — был секретным, Главное интендантское управление (ГИУ) не смогло издать приказа об установлении знака различия для частей, которых как бы не существовало. Технический комитет ГИУ так и не смог не только разработать установленную форму знака, но даже получить из Ставки черновые рисунки предложенных знаков.
Так полномочия в разработке и введении знаков отличия для ударных частей остались на усмотрение армейского начальства. Каким образом вопрос с установлением отличительных знаков решался на практике, известно на примере первого выпуска школы «инструкторов гренадерного дела», созданной в Особой армии. В приказе № 461/68 от 11 мая 1917 года подробно расписаны особые знаки, которые вводились для окончивших школу: «знаки в виде пылающей гранаты, носимые на левом рукаве выше локтя». Размеры знаков не известны. Знаки подразделялись на три категории: для инструкторов-офицеров (пламя — по цвету сукна на погонах, граната — бархатная чёрная, крест галунный по цвету прибора — серебряный или золотой); для инструкторов-солдат (пламя — то же, что и у офицеров, граната — чёрного сукна, крест из материи или тесьмы по цвету прибора) и для всех нижних чинов, окончивших школу, но не получивших звание инструктора (граната без креста из целого куска сукна по цвету погон).

### Итог
Гренадерские взводы русской армии были первоначально созданы для использования солдат в качестве «бомбометателей» (гранатомётчиков) в составе команд гренадер, а затем применявшиеся как штурмовые команды. В процессе развития они превратились в ударные батальоны, которые стали элитными подразделениями, освоившими передовой опыт ведения боёв в условиях «траншейной войны». Это были хорошо экипированные и подготовленные части, успешно решавшие наступательные и оборонительные задачи с использованием новой тактики ведения траншейного боя. Русская армия в тактическом плане соответствовала своему времени и не отставала от своих противников или союзников.

## После Февральской революции 1917 года

### Накануне зарождения ударных частей
Военные неудачи 1915 года и усиливавшееся недовольство населения продолжавшейся войной привели к массовым «саморанениям», добровольной сдаче в плен и дезертирству в армии: только количество дезертиров к Февральской революции достигало 195 тыс. человек:205. Нарастало неповиновение приказам, иногда доходившее до мятежей:23.
В результате революционных событий февраля 1917 года процессы разложения русской армии резко ускорились. Особенно сильно сказался на состоянии дисциплины приказ № 1 Петроградского совета рабочих и солдатских депутатов от 1 марта 1917 года и последовавшая затем отмена смертной казни Временным правительством.
В этих условиях «ударничество» стало приобретать новый смысл. Спустя несколько месяцев после начала революции разными лицами и в разных местах, но практически одновременно, было инициировано обсуждение создания новых воинских формирований, набираемых на добровольных началах и призванных укрепить теряющую боеспособность армию. 29 апреля 1917 года С. В. Кудашев, член правления Русского торгово-промышленного банка, представил военному министру А. И. Гучкову докладную записку:

Необходимо демонстрировать в армии доблесть и организованность частей, которые увлекли бы на подвиг остальную массу… Этот принцип… широко применяется во Франции в так называемых штурмовых колоннах, которые особо подбираются, чтобы идти на верную смерть… Этот принцип, видоизменённый к русским условиям, может возродить русскую армию. Поэтому… представляется необходимым во всех армиях фронта создать особые «ударные» единицы, большею частью обречённые на истребление, которые должны быть составлены исключительно из добровольцев…

Далее Кудашев предлагал меры материального и морального поощрения: семьям добровольцев должна быть назначена правительством пенсия, имена погибших должны быть занесены в особые почётные списки и т. п. Устав и условия службы подобных частей, по мнению автора, должен был отличаться от обычных армейских — у добровольцев должно быть больше привилегий, но и дисциплина в частях должна быть очень жёсткой.
Однако центром зарождения «ударничества» в начале мая 1917 года стал Юго-Западный фронт, который по планам летней кампании должен был провести долгожданное союзниками наступление и боеспособности войск которого уделялось особое внимание. Сторонником новых, экспериментальных мер по укреплению боеспособности армии в условиях революционного разложения был командующий фронтом генерал от кавалерии А. А. Брусилов. В армиях фронта к этому моменту начали «явочным порядком» возникать различные добровольческие отдельные части. Инициатива «снизу» попала на благодатную почву.
Так, прибывшая в штаб Юго-Западного фронта на фронтовой Съезд солдатских депутатов (7—20 мая), делегация Черноморского флота подала 13 мая Брусилову и прибывшему на съезд военному министру А. Ф. Керенскому обращение, в котором говорилось о необходимости формирования особых ударных батальонов из добровольцев, навербованных в тылу, «чтобы этим вселить в армию веру, что весь русский народ идёт за нею, … чтобы при наступлении революционные батальоны, поставленные на важнейших боевых участках, своим порывом могли бы увлечь за собою колеблющихся». В число подавших это обращение входили подполковник Генерального штаба В. К. Манакин и капитан автомобильной роты М. А. Муравьёв, который за несколько дней до этого подал начальнику фронта аналогичный проект. Брусилов сочувственно отнёсся к идеям создания «революционных частей» и даже возил Керенского на смотр одной уже сформированной «ударной части» — при штабе 7-й армии в местечке Бучач.
Несколько ранее, 2 мая:110, капитан М. О. Неженцев, служивший помощником старшего адъютанта разведывательного отделения штаба 8-й армии, представил командующему армией генералу от инфантерии Л. Г. Корнилову доклад «Главнейшая причина пассивности нашей армии и меры противодействия ей». В докладе капитан Неженцев предлагал немедленно начать формирование при штабах армий и корпусов действующей армии ударных отрядов из добровольцев, готовых без колебания отдать жизнь за победу, и просил разрешения приступить к формированию такой части при штабе 8-й армии.
Съезд солдатских депутатов фронта 16 мая по ходатайству Брусилова принял положительную резолюцию о создании «добровольческих частей». В тот же день Брусилов послал телеграмму с резолюцией съезда Главковерху М. В. Алексееву с просьбой немедленно разрешить вербовку охотников в «части смерти» в «военно-учебных заведениях, во флоте и крепостях Чёрного моря» в количестве, достаточном для формирования двенадцати батальонов, а съезд направил своих делегатов (полковника Яснакова и матроса Ф. И. Баткина) в Ставку в Могилёв и в Петроград в Петроградский совет с просьбой одобрить это патриотическое начинание со стороны Советов. Находившийся на съезде Керенский также одобрил «революционный почин», о чём послал соответствующую телеграмму в Военное министерство. 19 мая генерал Корнилов приказал М. О. Неженцеву начать формирование 1-го Ударного отряда — одной из первых ударных частей в русской армии.
Верховный главнокомандующий генерал Алексеев скептически отнёсся к инициативе Брусилова о создании ударных частей. В ответ на телеграмму последнего он телеграфировал:

Совершенно не разделяю надежд Ваших на пользу для лихой, самоотверженной, доблестной и искусной борьбы с врагом предложенной меры. Разрешаю только потому, что Вы эту мысль поддерживаете. Военно-учебные заведения мне не подчинены, и разрешить в них вербовку не могу, на это нужно согласие и разрешение военмина, которому уже телеграфирую, но считаю, что мы не имеем права расходовать в качестве рядовой силы наших будущих офицеров, пополнение коих становится всё труднее. Вербовка из состава Черноморского флота парализует флот, ибо судовые команды не имеют штатного состава. Разрушение морской силы допустить не могу, запрашиваю, однако, адмирала Колчака, какое число он мог бы выделить… Что касается крепостей Чёрного моря, то оттуда можно извлекать элементы только из крепостной артиллерии и небольшого числа инженерных рот. Пехота состоит исключительно из ополчения, которое придётся кем-либо пополнить, ибо наличных людей едва хватает для гарнизонной службы… Просил бы сначала обратить внимание на честные элементы своего фронта, не рассчитывая широко на спасение извне. Всё, что может дать страна, придёт не так скоро. Эти, может быть, и воодушевлённые элементы нужно ещё спаять, обучить. Выражаю своё мнение, что в недрах фронта, при некоторых мерах, можно найти материал на 12 батальонов, если только от такого числа зависит общее спасение.
— Телеграмма Верховного главнокомандующего от 18 мая 1917 г.
Но Брусилов, поддержанный Керенским и съездом солдатских депутатов, с энтузиазмом отвечал Алексееву 20 мая: «Мероприятия для создания ударных групп на фронте армий уже проводятся мной в широких размерах в полном контакте с фронтовым съездом… Я поддерживаю мысль о формировании также ударных революционных батальонов в тылу».
В ответной телеграмме 21 мая Алексеев по-прежнему выражал своё несогласие с идеями Брусилова, особенно по поводу формирования «революционных ударных батальонов» в тылу: «Сбор (в) тылу армии неизвестных и необученных элементов вместо ожидаемой пользы может принести вред…». Но в тот же день генерал Алексеев был снят со своего поста, и Верховным главнокомандующим русской армией был назначен Брусилов, вступивший в должность с 22 мая. С назначением Брусилова Верховным главнокомандующим начинание «юго-западников» приняло всероссийский масштаб — формирование ударных частей было положено и на других фронтах (в частности, на Западном фронте, которым командовал генерал-лейтенант А. И. Деникин), и в запасных частях — из «волонтёров тыла».
Причём, если весной 1917 года термин «ударный» был синонимом «штурмовой», то к лету название «ударная» стало обозначать почётное название дисциплинированной и верной присяге части. Ударные части и части «смерти» в итоге были приравнены друг к другу.

### Создание ударных частей в действующей армии
А. А. Брусилов начал формирование двенадцати ударных батальонов из добровольцев, служивших в действующих армиях фронта. Местом формирования был избран район южнее города Проскурова. В обращении к армии Брусилов назвал себя первым «ударником» и призвал других фронтовиков следовать его примеру.

При многих полках организовались свои ударные команды, роты, батальоны. Туда уходили все, в ком сохранилась ещё совесть, или те, кому просто опостылела безрадостная, опошленная до крайности, полная лени, сквернословия и озорства полковая жизнь. Я видел много раз ударников и всегда — сосредоточенными, угрюмыми. В полках к ним относились сдержанно или даже злобно. А когда пришло время наступления, они пошли на колючую проволоку, под убийственный огонь, такие же угрюмые, одинокие, пошли под градом вражьих пуль и зачастую… злых насмешек своих товарищей, потерявших и стыд, и совесть. Потом их стали посылать бессменно изо дня в день и на разведку, и в охранение, и на усмирения — за весь полк, так как все остальные вышли из повиновения.
— А. И. Деникин. «Очерки русской смуты». Т. 1. Крушение власти и армии. Февраль — сентябрь 1917. Гл. XXIX. Суррогаты армии: «революционные», женские батальоны и т. д.
Причём для многих военнослужащих, как рядовых, так и, в особенности, офицеров, не утративших чувства долга, уход в ударные части был единственной возможностью сохранить свою жизнь, «так как обезумевшая солдатская масса видела в них помеху братаний, дезертирства, всякого рода бесчинств и немедленного прекращения войны»:200. Это, однако, имело и оборотную сторону — части, из которых ушли все патриотически настроенные военнослужащие, становились совершенно небоеспособными:200.
В течение лета ударническое движение шло на подъём. 8 июля Верховный главнокомандующий Брусилов издал приказ о создании ударных рот при каждом полку действующей армии. Эти роты требовалось свести в ударные батальоны, причём указанные батальоны требовалось создавать сверхштатно, и дополнительные средства на их содержание не предусматривались. Армейские соединения должны были за свой собственный сметный счёт содержать, обмундировать, вооружить, предоставить конский состав и платить денежное пособие своим ударным частям. Но при этом обычные батальоны должны были иметь полные штаты и обязательное укомплектование.
Согласно приказу по Особой армии за № 320/48 от 1917 года под названием «Наставление для ударных частей», при каждой пехотной дивизии должен был быть сформирован ударный батальон в составе трёх стрелковых рот по 3 взвода каждая и технической команды, состоявшей из 5 отделений: пулемётного, миномётного, бомбомётного, подрывного и телефонного. Вооружение отделения: у шести человек — револьверы и у двух — винтовки. Кроме того, у каждого были кинжал или тесак, малая лопата или топор, 8—10 ручных гранат, противогаз, ножницы, стальная каска. Тяжёлое вооружение батальона: 8 станковых пулемётов, 8 ручных пулемётов (Шоша или Льюиса), 4 миномёта, 8 бомбомётов, подрывного имущества на устройство восьми проходов в проволоке (удлинёнными зарядами) плюс резерв, 200 сигнальных ракет, 6 телефонных и 4 подслушивающих станций и провода на целых 24 версты.
Всего на Юго-Западном фронте было сформировано 14 ударных батальонов:
- 1-й революционный ударный батальон «Свобода, Равенство и Братство»;
- 1-й Оренбургский революционный батальон;
- 1-й Вучачский Лысонских высот батальон;
- 1-й ударный Революционный полк;
- 1-й Сводный маршевый батальон;
- 1-й Омский революционный батальон;
- 2-й Оренбургский революционный батальон;
- 4-й революционный ударный партизанский батальон;
- 5-й революционный ударный партизанский батальон;
- 6-й Мариупольский революционный ударный батальон;
- 7-й Новониколаевский революционный ударный батальон;
- 8-й Приамурский революционный ударный батальон;
- 9-й Заамурский революционный ударный батальон;
- 10-й Сибирский революционный ударный батальон[18].

Частично помогали содержать фронтовые «части смерти» частные добровольные пожертвования военнослужащих, которые приняли широкий размах. Однако из-за усиливавшейся разрухи общее снабжение армии приходило в упадок, содержать в образцовом порядке ударные части было очень тяжело. Иногда при отсутствии должного содержания ударным частям приходилось заниматься «самообеспечением» и незаконными реквизициями, а армейскому начальству — по невозможности обеспечить ударников необходимым законными способами — закрывать на это глаза.
Появились «части смерти», созданные на национальной основе: 2-й и 5-й Армянские полки смерти, Украинский женский батальон смерти, Грузинский батальон смерти (последние два не успели закончить формирование).

#### Ударные полки
Развитие ударнического движения в армии привело к дальнейшему укрупнению создаваемых ударных частей. Было решено создавать ударные полки. Кроме знаменитого Корниловского ударного полка, был создан 1-й революционный ударный полк 3-батальонного состава. Началось укомплектование 2-го ударного полка.
12 августа 1917 года Верховный главнокомандующий Л. Г. Корнилов подписал приказ № 600 о формировании четырёх Георгиевских пехотных запасных полков (из Георгиевских кавалеров, по одному на каждый фронт) — в Пскове, Минске, Киеве и Одессе. В каждом таком полку по штату должно было быть 22 офицера и 1066 рядовых. Полки предполагалось свести в одну бригаду, которая подчинялась бы лично Верховному главнокомандующему, и они должны были представлять собой «крепкий последний надёжный резерв, употребляемый в бой лишь в исключительном случае крайней опасности»:40. Фактически был создан только 1-й Георгиевский пехотный запасный полк в Киеве, позднее «украинизированный». При этом часть офицеров и солдат полка под началом полковника И. К. Кириенко, несогласная с «украинизацией», ушла на Дон. Там на основе кадра Георгиевского полка в составе Добровольческой армии создана Георгиевская рота, в начале 1-го Кубанского похода включённая в 3-й батальон Корниловского ударного полка.

### Награждение званием «Частей смерти с почётным правом умереть за Родину»
К началу лета 1917 года «ударническое» движение, приняв всероссийский масштаб, стало настолько популярным, что обращаться к командованию с коллективными просьбами зачислить их в «части смерти» стали целые подразделения, дивизии, корпуса. 15 июля последовал первый приказ Верховного главнокомандующего № 634, перечислявший армейские соединения, принятые в «части смерти, с почётным правом умереть за Родину». В этом приказе перечислены четыре корпуса — 2-й гвардейский, Гвардейский кавалерийский, 6-й и 7-й кавалерийские; пять дивизий — 4-я, 25-я, 155-я пехотные, 6-я Сибирская стрелковая, 7-я кавалерийская; 32 полка, крейсер «Адмирал Макаров» и 53 другие более мелкие воинские части. Для получения такого почётного звания все чины, служившие в данной части, должны были дать «коллективную клятву смерти».
В следующем приказе на эту тему — № 759 от 5 августа — число дивизий и корпусов не изменилось, но полков и бригад стало 73, а прочих частей — 168. В морские ударники записался экипаж канонерской лодки «Храбрый». Был издан и третий приказ с обновлённым списком «частей смерти» — № 959 от 3 октября 1917 года, но никто из Главковерхов, назначенных Временным правительством, его не подписал — был он рассмотрен в числе первых «красным Главковерхом» Н. В. Крыленко 26 октября. Крыленко наложил на него резолюцию «Расформировать и направить на фронт…», хотя части, перечисленные в приказе, были кадровыми и уже́ находились на фронте….

### «Корабли смерти»
Идея «ударных частей» получила развитие не только в армии, но и на флоте. Так, 21 июня 1917 года общее собрание команды крейсера «Адмирал Макаров» приняло резолюцию, в которой, в частности, говорилось:

…мы считаем, что только решительными активными действиями на всех фронтах можно достигнуть тех великих целей, к которым стремится СВОБОДНЫЙ РУССКИЙ НАРОД, только решительным наступлением в тесном единении с нашими доблестными союзниками можно ускорить момент окончания войны… Эти наши взгляды мы объявили уже в печати ещё 23 мая, ныне подтверждая их, просим считать наш крейсер КОРАБЛЁМ СМЕРТИ, готовым во всякую минуту исполнить свой долг перед Родиной и с честью умереть за неё.

Резолюцию подписал каждый офицер и матрос крейсера; последним свою подпись поставил председатель собрания О. В. Вилькен. Инициатива была поддержана бригадным комитетом, и 14 июля было вынесено соответствующее постановление. В нём предлагалось и другим кораблям последовать примеру команды крейсера, чтобы создать на флоте «бригаду смерти». Решение Центробалта о выборном начале командного состава на «Адмирале Макарове» было категорически отвергнуто.
Через некоторое время к «Адмиралу Макарову» присоединилась канонерская лодка «Храбрый». В отличие от новых линкоров, экипаж лодки постоянно участвовал в боевых операциях, и особых трений между офицерами и командой не существовало. Впоследствии «Храбрый» принял активное участие в Моонзундском сражении.

### Революционные батальоны из волонтёров тыла
23 мая А. А. Брусилов, уже будучи назначенным Верховным главнокомандующим, но ещё не зная об этом назначении, издал приказ № 561 по армиям Юго-Западного фронта, в котором впервые регламентировались правила создания и функционирования новых воинских подразделений русской армии — революционных батальонов из волонтёров тыла. Правила эти были весьма вольные — отменялись знаки различия (погоны), вводилась выборность командиров, самым суровым наказанием могло быть всего лишь «изгнание» и «презрение». Вскоре руководители этой новоиспечённой военной организации Юго-Западного фронта (в её руководство вошли активисты во главе с подполковником Манакиным и капитаном Муравьёвым, которые 13 мая представили Брусилову проект создания этих батальонов) были направлены Главковерхом в Петроград для организации работы во всероссийском масштабе. 3 июня в Петербурге на совместном заседании делегации Черноморского флота, Союза казачьих войск, Союза Георгиевских кавалеров и Союза личного примера был создан Всероссийский центральный комитет по организации Добровольческой революционной армии (известный также как Всероссийский центральный исполнительный комитет по формированию революционных батальонов из волонтёров тыла). Председателем комитета был выбран М. А. Муравьёв.
Комитет выпустил воззвание к гражданам России: 

Для усиления боевой мощи и поднятия революционно-наступательного порыва армии во имя защиты свободы, закрепления завоеваний революции, от чего зависит свобода демократии не только России, но и всего мира, приступлено к формированию добровольческой революционной армии, батальоны которой вместе с доблестными нашими полками ринутся на германские баррикады во имя скорого мира без аннексий, контрибуций, на началах самоопределения народов. Граждане! Настал час спасать Отечество… Все, кому дороги судьбы Родины, кому дороги великие идеалы братства народов, рабочие, солдаты, женщины, юнкера, студенты, офицеры, чиновники, идите к нам под красные знамёна добровольческих батальонов. Записывайтесь в организационное бюро Всероссийского центрального комитета по созданию Добровольческой армии.

Для вербовки был учреждён штат областных комиссаров, которые должны были наладить запись волонтёров в губерниях. В основном записывались в волонтёры тыла те, кто не подлежал призыву в армию, но желал присоединиться к вооружённой борьбе за «свободу России», — это были прежде всего учащаяся молодёжь, юнкера, а также интеллигенция и рабочие. Запись волонтёров вели в запасных полках в военных округах, при условии, что набор не повлияет на их боеспособность. Командный состав таких батальонов также должен был быть укомплектован офицерами-добровольцами. Не подлежали приёму не достигшие семнадцати лет и судимые. С сентября ВЦК начал выпускать собственную газету «Доброволец».
Правительство распорядилось о сохранении для работающих на государственной службе и учащихся, записавшихся в волонтёры, их прежнего места работы или учёбы по окончании службы. Юнкерам за отличия в боях гарантировалось производство в офицеры. Волна патриотизма, а также перечисленные выше правительственные меры сделали запись в «волонтёры» популярным явлением. На имя Главковерха приходили многочисленные индивидуальные и групповые телеграммы с просьбой записать всех обратившихся в «волонтёры тыла». Даже бывшие дезертиры записывались в революционные батальоны. Были созданы и батальоны, сформированные по какому-то общему признаку, — «юнкерские», «георгиевских кавалеров», «рабочих Обуховского завода»:460, национальные — «югословенцев» и т. п. Если к середине июня численность волонтёров составляла около 2 тыс. человек, то к середине июля 80 сформированных батальонных комитетов набрали около 40 тыс. добровольцев, а к концу октября в двух полках и более чем пятидесяти батальонах и более мелких подразделениях пребывало уже свыше 50 тыс. человек.
13 июня А. А. Брусилов издал приказ № 439 «План формирования революционных батальонов из волонтёров тыла», фактически дублировавший приказ № 561 по Юго-Западному фронту, но уже во всероссийском масштабе. На бумаге провозглашался принцип «беспрекословного подчинения приказам начальства», но побудительными мотивами строгой дисциплины должны были стать не принуждение и наказание, а «революционные сознание и патриотизм». Волонтёр давал «честное слово революционера-гражданина, что добровольно, бескорыстно, исключительно побуждаемый любовью к свободе России, с целью защиты её чести свободы и братства и возвращения утерянных нами земель…, принимая на себя обязанности революционного солдата … исполнять безропотно и без протеста на службе и в бою все приказания … начальников». По этому плану при штабах всех фронтов создавались Комитеты по формированию этих подразделений, а при Ставке создавался Центральный исполнительный комитет по формированию революционных батальонов (председателем был назначен подполковник В. К. Манакин). Финансирование этих комитетов, в отличие от финансирования армейских ударных частей, было централизованным и щедрым — так, последние деньги («на организацию съезда») в размере 7 тыс. рублей были выделены 20 ноября 1917 года — в день, когда Ставка была захвачена большевистским отрядом Н. В. Крыленко, а Верховный главнокомандующий Н. Н. Духонин был убит. Революционные батальоны виделись их создателям как «армия вне армии», то есть как нечто абсолютно новое, революционное и не связанное с «реакционной царской армией». Однако на практике, на территориях «театра военных действий», где вся власть принадлежала армейскому начальству, производить какие-либо действия по организации новой военной силы, не подотчётной военной силе уже существующей, было бы невозможно. Это заставило пойти на создание Комитетов при штабах действующей армии.
Параллельное формирование батальонов смерти внутри армии и революционных батальонов вне её породило такую путаницу (в которой зачастую не могли разобраться не только современники описываемых событий, но и историки последующих лет), что Брусилову пришлось издавать ещё один приказ — № 547 от 27 июня, в котором он разъяснял отличия между тыловыми (в приказе они названы «второй категории») и фронтовыми ударными батальонами («первой категории»):

1) Ударные части (роты и батальоны смерти) первой категории формируются в пехотных и конных полках из охотников данного полка и являются неотъемлемой частью этого полка… (они) оставались в составе своих полков, имея задачей служить примером доблестного исполнения… долга для остальной части полка, и идти на штурм во главе своего полка. 
 2) Революционные батальоны формируются из волонтёров, юнкеров, солдат запасных полков и прочих тыловых частей Центра России и фронтов, и их не следует смешивать с ударными частями, создававшимися непосредственно в действующей армии.
Естественно, что процесс формирования частей из волонтёров тыла не проходил гладко, как того и опасался генерал Алексеев, а вместе с ним и основная масса армейского начальства. Например, резолюция армейского комитета тыла Северного фронта от 23 июля 1917 года отмечала:

В ударные батальоны принимались без разбору, все, вплоть до 12-летних юнцов… наряду с элементом сознательным и безусловно здоровым встречались элементы совершенно нежелательные и мешавшие работе… При записи комиссары совершенно не интересовались ни личностью, ни прошлым желающего попасть в ударные батальоны и, кроме того, давали явно ложные сведения об условиях формирования… Давали обещания, что по приезде в полк они получат отпуск и т. д.… Направлялись в полк дети, сбежавшие из родительского дома, и командир полка был завален слёзными телеграммами родителей об отправке детей и осаждался приехавшими, чтобы забрать детей домой. Полк буквально стонал от сумятицы и беспорядка… солдаты полка начали требовать удаления ударных групп…

Некоторые военные начальники (например, сам М. А. Муравьёв) видели в формированиях волонтёров тыла, образуемых в крупных центрах страны, ту силу, с помощью которой будет возможно подавить ожидавшееся антигосударственное выступление большевиков.

### Женские батальоны смерти
К лету 1917 года в русской армии, стараниями прежде всего женщин-военнослужащих, служивших ещё в императорской армии по Высочайшему разрешению, появились ударные части, сформированные исключительно из женщин. Как и движение «ударников» вообще, женское движение возникло «инициативой снизу». В женские ударные части, формировавшиеся на добровольных началах, поступали патриотически настроенные женщины из всех слоёв русского общества, заметным был процент доброволиц из казачьих областей.
Основной целью формирования женских ударных частей была всё же пропаганда патриотизма, а не военная необходимость. Впрочем, несколько женских «батальонов смерти» побывали на фронте, а самый первый из сформированных — 1-й Петроградский женский батальон смерти (первоначальное название: 1-я женская военная команда смерти Марии Бочкарёвой) родоначальницы женского ударного движения Марии Бочкарёвой — даже принял участие в кровопролитных оборонительных боях, показал себя геройски, но понёс большие потери.

### Отряды «увечных воинов»
Первая мировая война превратила сотни тысяч людей в инвалидов. Общественные «революционные настроения» того времени и индивидуальное желание продолжать служить родине способствовали появлению добровольческих частей из инвалидов войны («увечных воинов»). Центральный комитет по формированию отрядов добровольцев из увечных воинов был образован в Петрограде 27 мая 1917 года. Сотни инвалидов (среди них были и безрукие, и даже безногие), решившие своим личным примером и участием воодушевить разлагающийся фронт, начали записываться в формируемую часть.
К концу июня 1917 года был сформирован 1-й отряд добровольцев из увечных воинов, направленный вскоре на Западный фронт. Тогда же начал формироваться 2-й отряд, который командование планировало направить на Северный фронт. Как раз в то время в Петрограде начались уличные беспорядки. 2-й отряд принял активное участие в их подавлении, после чего отбыл на фронт, а Центральный комитет по формированию отрядов добровольцев из увечных воинов переехал в знаменитый особняк Кшесинской, где и пребывал до самой Октябрьской революции. Всего планировалось сформировать три отряда увечных воинов (по 250 человек каждый) и Стрелковый увечных воинов полк.
Осенью в столице началось формирование 3-го отряда, но из-за Октябрьской революции закончить его формирование не удалось. Ударники-инвалиды были в числе немногочисленных частей, вышедших на защиту резиденции Временного правительства — Зимнего дворца.

### Форма и знаки различия

#### «Батальоны смерти»
Съезд солдатских депутатов Юго-Западного фронта, своим решением 23 мая давший жизнь добровольческому движению в Русской армии, выдвинул лозунг, ставший девизом ударников: «За землю и волю, за мир всего мира с оружием в руках — вперёд!»
Первоначально добровольческие формирования не только не имели единой формы, но даже назывались по-разному: ударные батальоны, дружины смерти, батальоны смерти. Вместо кокарды на фуражках они носили «адамову голову» — изображение черепа сo скрещёнными костями (несколько позднее кости были заменены мечами). Эту же эмблему стали изображать на знамёнах этих частей. Постепенно форменные знаки различия ударных частей, возникшие на Юго-Западном фронте, распространились приказами Главковерха Брусилова во всей русской армии — таким отличительным знаком, кроме «адамовой головы», стал шеврон из чёрно-красной ленты, нашиваемый на нижнюю часть правого рукава углом вниз: красный цвет в ней символизировал защиту свободы, а чёрный — нежелание жить, если погибнет Россия. Были разработаны проекты наград, в оформлении которых также присутствовала «адамова голова» со скрещёнными костями.
Заказ на изготовление знаков «адамовых голов» получила московская фабрика металлических изделий Василия Ксенофонтовича Збука. Изготовленные знаки различия выдавали ударникам только в Могилёве, в Ставке. Лишь в нескольких случаях, по специальным разрешениям, представители ударных частей могли получить их прямо на фабрике. «Адамовы головы» выпускались двух видов — офицерские из меди и солдатские из жести. Заказано было 25 тыс. офицерских знаков и 300 тыс. солдатских. Первая воинская часть, получившая «официальные» форменные знаки, — 6-й Сибирский мортирный дивизион — смогла получить их только в 20-х числах июня 1917 года. Из-за нехватки металла фабрика испытывала трудности с исполнением заказа. Шевроны выпускались из полушёлка и шёлка. Однако из-за дефицита ткани смогли выпустить не более 25 000 аршин нашивок.
В революционную эпоху невозможно было обеспечить части фирменными знаками различия или даже соблюдать полное единообразие в них. Так что искажения введённых приказом Верховного главнокомандующего знаков различий были скорее правилами, чем исключениями. В 9-й армии удалённого от России Румынского фронта чины батальонов смерти носили на руках повязку из красной материи «в знак борьбы за закрепление достигнутой свободы» с нарисованной на ней белой краской «адамовой головой» «в знак готовности идти на верную смерть за счастье и свободу Родины». В 48-й дивизии этого же фронта штурмовикам полагалось носить «сербские шапочки» (т. н. шайкачи), сдвинутые на правую бровь, с красной розеткой, прикреплённой слева. В Особой армии Юго-Западного фронта разрешалось всем чинам ударных частей носить чёрную обшивку по рукавам и вороту рубахи, «как у пулемётчиков или конных разведчиков». Отдельные части (например, 1-я батарея 25-й артиллерийской бригады, 27-я артиллерийская батарея, 4-я рота 100-го пехотного Островского полка) отказывались от ношения особых знаков различия, что было вполне понятно при негативном отношении солдатской массы к ударникам.

#### Революционные батальоны из волонтёров тыла
Волонтёры революционных батальонов из волонтёров тыла получали обмундирование общеармейского образца, но знаки различия были разработаны специально для данных частей. Использовались те же цвета, что и у «батальонов смерти», — красный и чёрный. На правом рукаве нашивали эмблему — красный круг с чёрным Андреевским крестом на нём. Погоны с «адамовой головой» были защитного цвета. Революционным батальонам, как частям нового формирования, в отличие от «батальонов смерти», которые не были отдельными частями и знаменем которых оставалось знамя родного полка, в обязательном порядке выдавали знамёна установленного образца — красное полотнище, обрамлённое чёрной бахромой, с чёрным Андреевским крестом на нём и надписью «За свободу народов, граждане, с оружием вперёд!» К знамени крепили чёрно-красную ленту с чёрной кистью.
Иногда увлечение внешней атрибутикой доходило до крайностей — многочисленные нашивки, банты, яркие ленты через плечо — мундиры ударников походили на маскарадные костюмы:112.

### Участие в боевых действиях

#### Июньское наступление
Впервые революционные ударные части были применены в боях во время «наступления Керенского». Отличился целый ряд ударных (штурмовых, «смерти») батальонов. Но они не имели поддержки теряющей боеспособность русской пехоты. Главную задачу — прорыв обороны противника — они, как правило, осуществляли успешно, но развить успех было некому. Одной из главных причин сворачивания успешного боя ударников стал саботаж со стороны своей пехоты.
Революционные батальоны из волонтёров тыла ничем себя на фронте не проявили — в боях приняла участие только одна команда волонтёров, ударники же «частей смерти» действующей армии в целом проявили себя хорошо, хотя влияние большевистской пропаганды проявлялось и в этих частях — некоторые подразделения отказывались исполнять приказы командиров (но, к чести ударников, в основном связанные с функциями заградительных отрядов). В Ставке даже появились списки частей, подлежащих исключению из звания «частей смерти» за отказ исполнять приказы командования.

##### Участие чехословацких частей
Сформированные в русской армии ещё в начале войны национальные части, составленные из чехов и словаков, к лету 1917 года остались немногочисленными островками крепкой воинской дисциплины и единого желания продолжать войну до победы во имя завоевания независимости своей родины среди бескрайнего моря «русской революции», поглотившего русскую армию. Одна из созданных в 1917 году чехословацких национальных частей — 3-й Чешско-Словацкий стрелковый полк имени Яна Жижки под командованием полковника Н. П. Мамонтова — полным составом записалась в «части смерти».
Так как чехословацкие части стали одними из наиболее боеспособных частей, Временное правительство впервые за время войны решилось использовать их наравне с обычными стрелковыми частями. Чешско-Словацкая стрелковая бригада, в состав которой входил 3-й Чешско-Словацкий революционный полк смерти, прибыла в район города Зборова. Первоначально бригаде отводилась роль на второстепенном направлении, но, к удивлению командования, начав наступление 17 июня, бригада в составе трёх полков общей численностью 3580 штыков смогла молниеносно прорвать оборону австро-венгров, численность которых на этом участке составляла около 5500 человек (в том числе и чешские части), захватив при этом все три линии обороны, 3232 пленных, 21 орудие, 40 пулемётов. Потери бригады составили около 190 человек погибшими и пропавшими без вести и около 800 человек ранеными.
Такого боевого успеха чехословаки достигли несмотря на саботаж со стороны солдат 13-го и 22-го Финляндских стрелковых полков: передавая позиции чехословакам, они постарались испортить пулемёты, запасы гранат и патронов закопали в землю; поэтому атаку пришлось вести без прикрытия огня пулемётов и испытывая недостаток в боеприпасах. В довершение «революционные солдаты» соседних полков обокрали вещевые мешки атакующих, оставленные ими на своей позиции в окопах.

##### Ударники в рядах Северного фронта
Отряд из добровольцев, сформированный из моряков Ревельской морской базы, принял активное участие в Июньском наступлении на Северном фронте. Фронт перешёл в наступление 8 июля. Основная масса пехотных частей отказывалась наступать и даже активно препятствовала тем частям, которые всё же выполняли приказы:208. На этом фоне особенно выделился Ревельский морской батальон смерти, бойцы которого, хотя и не были обучены приёмам сухопутного боя, хотели воевать за родину. Получив приказ атаковать и захватить две линии окопов неприятеля, моряки захватили четыре линии. Не имея возможности удерживать их собственными силами, они запросили поддержку пехотных частей, но вместо неё получили обстрел со стороны своих же окопов. Под перекрёстным огнём — и своим, и германским — они были вынуждены начать отход на первоначальные позиции. Был убит первый командир ударного батальона штабс-капитан Егоров. Потери были огромны — не были ранены только 15 бойцов (из трёхсот). Три офицера: подпоручик Симаков, мичманы Орлов и Зубков, не желая отступать, застрелились.
Из Прибалтийских конных полков также формировались «эскадроны смерти». Например, такой эскадрон из 3-го Прибалтийского конного полка был направлен в распоряжение командующего 12-й армией и вошёл в партизанский отряд Глазенапа, действовавший против немцев в районе Риги и Двинска. С 4 октября отряд переведён в непосредственное подчинение командующего 5-й армией генерала-лейтенанта Болдырева. Отряд имел свой нагрудный знак с символикой «частей смерти» и особую форму. 1-я рота пехотного батальона отряда была сформирована из матросов и носила неофициальное название «морской». С партизанами Глазенапа против немцев сражался также и 38-й ударный батальон.

##### Общие данные и оценки
Непосредственное участие в боях приняли 2 ударных полка, 16 ударных батальонов, 2 роты.
Генерал Алексеев так прокомментировал участие ударников в июньском наступлении в своём письме М. В. Родзянко:

Считаю большой ошибкой генерала Брусилова и других начальников, что бесполезно погубили лучших людей и массу офицеров, пустив ударные батальоны вперёд; за ними никто не пошёл. Ударные батальоны должны были составить резерв и гнать перед собою малодушных, забывших совесть.

Генерал Н. Н. Головин отмечал, что на ударников пришлась основная доля общих потерь убитыми (1122 офицера и 37,5 тыс. солдат) во всех трёх армиях Юго-Западного фронта, принявших участие в наступлении. Такие потери, хотя и были небольшими в сравнении с потерями русской армии до 1917 года, были катастрофическими по своим последствиям для армии, так как на фронте «элементы долга и порядка» были уничтожены практически полностью:208.

#### Защита Моонзундских островов
29 сентября (12 октября) 1917 года Германия начала операцию «Альбион» по захвату Моонзундских островов, прикрывающих вход в Рижский залив. В тот же день Ревельский морской батальон смерти, находившийся на переформировании в Ревеле и состоявший примерно из 650 бойцов, получил приказание прибыть на остров Моон. По прибытии на остров 1 октября 1917 года ударники столкнулись с полным неповиновением пехотных и артиллерийских частей, составлявших гарнизон островов, — части «революционной армии свободной России» беспорядочно отступали, даже не имея соприкосновения с неприятелем, бросая исправное стрелковое и тяжёлое вооружение (артиллерию и бронеавтомобили). К моменту прибытия морских ударников единственную дамбу, соединявшую уже занятый неприятелем остров Эзель с островом Моон, защищал только отряд моряков-«охотников» из примерно сорока человек, спешно набранный для защиты островов на кораблях Балтийского флота уже после начала германской операции.
Под ураганным артиллерийским огнём неприятеля батальон смерти совместно с малочисленными пехотными подразделениями, верными присяге, артиллеристами и моряками-десантниками удерживал дамбу в течение 2—4 октября и даже составлял планы наступательных действий на остров Эзель. Ударники успешно контратаковали. Для захвата предмостных укреплений Моона германцы создали группировку, состоявшую из двух полков пехоты, артиллерийского полка, батареи тяжёлых гаубиц и штурмового подразделения. Однако сломить русскую оборону они не смогли. Приказ командования отступить на северо-восточную часть острова поступил вечером 4 октября и был вызван ухудшившейся общей обстановкой — немцы одержали победу на море, гарнизон острова рисковал быть отрезанным от материка. Командование приняло решение эвакуировать сухопутные части с Моона, уничтожив базы и тяжёлое вооружение. Ударники должны были обеспечить прикрытие эвакуации. Однако должное взаимодействие сил Балтийского флота и армейского командования не было организовано. Эвакуация происходила в неразберихе. Только ударники держали назначенные позиции в течение 5 октября. Русские сухопутные части, состоявшие в основном из полков третьей очереди, массово сдавались в плен. Выкинул белый флаг и штаб сухопутной бригады. Ударники срывали белые флаги, выкинутые на их позициях, и продолжали бои с передовыми германскими частями. Командир батальона П. О. Шишко, вывесив красный флаг ударного батальона на винтовке, продолжал сражаться, призывая к себе всех, кто отказывался сдаваться в плен. Он отказывался эвакуироваться до тех пор, пока на берегу ещё оставались его бойцы, был ранен и захвачен в плен. Между тем солдаты 470-го Данковского и 471-го Козельского полков под белыми флагами разъезжали по позиции, хватали ударников, разоружали их и насильно заставляли сдаваться в плен. Некоторые офицеры, не выдержав такого позора, застрелились.
Благодаря продолжавшемуся сопротивлению ударников всё же удалось провести частичную эвакуацию гарнизона. Из состава ударного батальона на корабли погрузили до двухсот бойцов. Германский военный историк фон Чишвиц особо отмечал, что оборону Моона держали «особые», «ударные» части. Когда 5 октября к германскому командованию прибыли делегации русских офицеров и солдатских комитетов для обсуждения условий сдачи, то пехотные части были готовы сложить оружие на любых условиях, ударники же потребовали права эвакуации на материк с оружием. Германцы с такими требованиями не согласились.
Примеры героизма и военной доблести во время этой безуспешной обороны показали поручики Парамонов, Казагранди, Зарницкий и другие многочисленные ударники, оставшиеся в истории безымянными.

#### Усмирение мятежей в армии
В связи с падением армейской дисциплины и массовыми случаями неподчинения приказам, командованию приходилось прибегать к использованию ударных частей, особенно «юнкерских», в качестве заградотрядов (особенно эти случаи участились после назначения Главковерхом генерала Л. Г. Корнилова) и для усмирения мятежей. На Румынском фронте, в отличие от других фронтов, ударные части были использованы прежде всего для наведения порядка в своих войсках, а не для борьбы с неприятелем, так как командование фронта увидело в ударниках ту здоровую силу, на которую можно опереться для обуздания революционных процессов:200.
Наиболее известные случаи использования ударников при подавлении мятежей — подавление бунтов 163-й пехотной дивизии Румынского фронта в начале июня 1917 года и 7-го Сибирского армейского корпуса Юго-Западного фронта во второй половине июня.
В начале июня в 163-й дивизии, которая была в числе так называемых «третьих дивизий», сформированных уже во время войны и из менее благонадёжных призывников, вспыхнул мятеж. Мятежников возглавил большевик прапорщик Филиппов. Восставшие объявили о создании «социалистической республики» со столицей в городе Кагуле. Дивизия была окружена несколькими кавалерийскими полками и двумя ударными батальонами. После нескольких артиллерийских выстрелов бунтовщики выдали своих предводителей и сдались:200.

### Отношение к ударным частям армии и общества
Основной частью общества, питавшей ударные части из волонтёров тыла, была городская молодёжь, в то время как солдатская масса состояла из крестьян. Фронтовые ударные части ставились в исключительное положение в укомплектовании и снабжении. Такое социальное и материальное неравенство раздражало солдатскую массу. Кроме того, использование ударных частей в качестве заградительных отрядов и при подавлении бунтов вело к тому, что распропагандированные солдаты смотрели на ударников как на инструмент в руках буржуазии, принуждающей их к продолжению войны. В итоге солдаты люто возненавидели ударников.
Командование русской армии, в целом поддерживая формирование особых «ударных частей» из состава действующей армии, видя в этом движении возможность спасти от разложения то, что ещё оставалось в армии здорового, в то же время резко отрицательно отнеслось (прежде всего М. В. Алексеев и А. И. Деникин) к созданию «революционных батальонов из волонтёров тыла», справедливо полагая, что излишняя «революционная демократичность» уставов этих подразделений и беспорядочный приём в них волонтёров из самой разнузданной армейской среды — запасных батальонов — создаст скорее проблемы в тылу армии, чем поможет ей на фронте. Такого же мнения были и руководящие органы офицерских организаций. Например, Главный комитет Союза офицеров в своей газете — «Вестнике Главного Комитета Союза офицеров армии и флота» — напечатал статью со всё объясняющим названием «Против революционных батальонов».
Отношение солдатской массы к ударникам ещё более ухудшилось после Корниловского выступления, хотя ударные части в нём особого участия не принимали (по планам заговорщиков, непосредственно в Петрограде предполагалось использовать юнкерские ударные части и 1-й Омский ударный батальон, сам же Корниловский ударный полк должен был оставаться в Ставке), в основной массе не поддержали, а в некоторых случаях даже выражали готовность принять участие в его подавлении.
Невоенная общественность в целом положительно отнеслась к новой революционной инициативе, ставящей целью спасти армию от разложения, а Россию от проигрыша в войне. Советы рабочих и солдатских депутатов, опасаясь «контрреволюционности» ударнического движения, с самого начала отнеслись к нему насторожённо-отрицательно. Отношение Советов к ударничеству стало резко негативным после Корниловского выступления: требования со стороны Советов распустить все ударные части стало массовым явлением.

## После Октябрьской революции
К Октябрьской революции в армии имелось 313 «частей смерти», общая численность которых достигала 600 тыс. человек. Основная масса ударников сохранила нейтралитет (к примеру, ударные части, расквартированные в Царском Селе и Гатчине), часть приняла активное участие в защите Временного правительства, лишь малая часть перешла на сторону большевиков (например, Ревельский морской батальон смерти). С резолюциями, осуждающими Октябрьскую революцию, выступили ударные части Румынского и Юго-Западного фронтов.

### Охрана Ставки и движение на Дон
29 октября исполняющий должность Верховного главнокомандующего генерал-лейтенант Н. Н. Духонин вызвал ударные подразделения Юго-Западного и Западного фронтов в Могилёв для охраны Ставки.
В Ставку были направлены 1-й ударный революционный полк Юго-Западного фронта в составе только одного батальона — 300 штыков с 16 пулемётами, 2-й Оренбургский ударный революционный батальон Юго-Западного фронта (был задержан железнодорожниками на станции Жлобин и не прибыл в Ставку), 4-й и 8-й ударные революционные батальоны Западного фронта (прорвались с боями и потерями через охваченный революцией Минск), а также ударный батальон (батальон смерти) 1-й Финляндской стрелковой дивизии. Всего, считая находившийся в Жлобине 2-й Оренбургский ударный революционный батальон подполковника Блейша, в районе ставки находилось до 2000 ударников при 50 пулемётах. Прорвавшиеся к Ставке ударники были сведены приказом Духонина от 17 ноября 1917 года в единый отряд под командованием полковника Л. В. Янкевского — инспектора ударных частей 7-й армии. Однако на совещании 18 ноября Ставка приняла решение сдаться приближающимся советским частям.
Ударникам был отдан приказ пробиваться к Гомелю и идти на Дон на соединение с зарождающейся Добровольческой армией. Полковник Янкевский добился формального приказа о перевозке ударного отряда на кавказский фронт. Этот маршрут был избран для того, чтобы попасть на Дон. Вперёд к генералу Каледину был направлен представитель для получения его поддержки. К отряду присоединился и Центральный комитет по формированию ударных революционный батальонов и при нём несколько представителей частей смерти Северного и Западного фронтов, в том числе и представитель Корниловского ударного полка.
Ранним утром 20 ноября ударники (в основном офицерское ядро, так как рядовые предпочли «распылиться») под командованием полковника Янкевского, подполковника Манакина (1-й ударный революционный полк) и полковника Бахтина (ударный батальон 1-й Финляндской стрелковой дивизии) 6-ю эшелонами покинули Могилёв. Состав сводного отряда:
1. батальон 1-го ударного революционного полка Юго-Западного фронта, командир подполковник Генштаба В. К. Манакин,
2. ударный батальон 1-й Финляндской стрелковой дивизии, командир полковник Бахтин В. В.,
3. 4-й ударный революционный батальон Западного фронта, командир поручик Дунин (убит в бою у деревни Драгунской 6 декабря 1917 года),
4. 8-й ударный революционный батальон Западного фронта, командир штабс-капитан Степанов (убит в бою у деревни Драгунской 6 декабря 1917 года).
5. 2-й Оренбургский ударный революционный батальон не сумел пробиться в Могилёв и находился в Жлобине — присоединился по дороге.

После занятия Ставки большевики организовали на её месте Революционный полевой штаб и немедленно выслали вслед за ударниками отряды преследования из революционных матросов во главе с членом Петроградского ВРК прапорщиком М. К. Тер-Арутюнянцем, И. П. Павлуновским и А. Ф. Ильиным-Женевским. В тот же день остатки 2-го Оренбургского ударного революционного батальона были настигнуты красным бронепоездом и большевизированным 60-м Сибирским стрелковым полком у станции Красный Берег недалеко от Жлобина. Разобрав железнодорожные пути, ударники весь день 20 ноября вели упорный бой с противником и таким образом дали возможность остальным ударным частям проследовать из Могилёва в Гомель.
25 ноября революционные отряды настигли отряд Янкевского под Белгородом и в 12-дневных ожесточённых боях уничтожили его. По другой версии ни о каких «12-дневных ожесточённых боях» речи в ноябре 1917 года быть не может. Ударникам пришлось оставить эшелоны и прорываться пешим порядком.
По воспоминаниям очевидца событий 25 ноября в 10 часов утра головной эшелон ударного отряда полковника Л. А. Янкевского прибыл на ст. Томаровка. Со стороны Белгорода одновременно подошёл большевистский блиндированный поезд из четырёх вагонов с двумя лёгкими полевыми орудиями на первой платформе. Паровозы обоих поездов разделяло расстояние в 100 шагов. Командир оренбургского ударного батальона выслал к большевикам делегацию с целью сообщить свои планы и задачи, и, как это уже было накануне в Сумах, мирными переговорами добиться свободного пропуска эшелонов на Купянск и Миллерово.
Ударники попытались обойти Белгород с севера, но там натолкнулись на матросов и блиндированный поезд. После боёв 25 ноября под Томаровкой и 29 ноября под Крапивным отряд раскололся. Остатки ударного батальона 1-й Финляндской стрелковой дивизии (полковники Янкевский и Гофман) прорвались на запад, а остальные отступили на восток. Большевики продолжили их преследование.
Согласно воспоминаниям матроса-черноморца Я. П. Резниченко — «Засевшие в селе корниловцы установили на церковной колокольне несколько пулемётов,.. не выдавая, однако, своего присутствия ни одним выстрелом. А затем, подпустив нас к себе на очень близкое расстояние, они сразу открыли по нам губительный огонь изо всех пулемётов и — залп за залпом — из винтовок. Мы являлись прекрасной мишенью для стрельбы по нам: одеты мы были кто в шинель, кто в бушлат исключительно из материала чёрного цвета и резко выделялись на фоне поля боя зимнего времени».
В бою у деревни Богатое 4-й и 8-й ударные революционные батальоны Западного фронта понесли потери, погибли их командиры поручик Дунин и штабс-капитан Степанов, часть ударников группами покинули отряд и в нём осталось около 500 человек. В этих условиях обще-отрядное собрание решило распустить отряд. Таким образом, последние ударные части Русской армии прекратили существование. Часть офицеров и солдат ударных батальонов группами направилась в Новочеркасск.
Поредевшие батальоны ударников достигли Новочеркасска — около 400 человек, но восстановить свои части уже не смогли, и были влиты в Корниловский ударный полк.

### Октябрьские бои в Петрограде
Во время офицерско-юнкерского восстания, начавшегося 29 октября в Петрограде, на стороне восставших сражались 3-я рота Петроградского женского батальона смерти, отряд увечных воинов и разрозненные ударники:44.

### Октябрьские бои в Москве
7-й ударный батальон Западного фронта и, возможно, ещё одна неустановленная ударная часть принимали участие в московских боях на стороне Белой гвардии. Захоронения жертв тех боёв показывают, что до 22 % погибших могли быть «ударниками». Калугу от карательного советского отряда в те же дни оборонял «дивизион смерти» Кавказской кавалерийской дивизии:44.

### Октябрьские бои в Киеве
В Киеве в последние дни октября 1917 года шли бои между пытавшимися захватить власть большевиками, опиравшимися на отряды красногвардейцев и советизированные части киевского гарнизона, и частями, лояльными Временному правительству России. В число последних входил Корниловский ударный полк (в составе около 300 штыков), к тому времени переименованный в Славянский ударный полк (после неудачи Корниловского выступления — для сохранения воинской части, носившей имя Л. Г. Корнилова) и включённый в состав 1-й Чешско-Словацкой стрелковой дивизии (так как в полку было значительное количество чехов и словаков, составивших две роты). С получением известия о победе вооружённого восстания большевиков в Петрограде, руководство Чехословацкого национального совета заявило о безоговорочной поддержке Временного правительства и заключило соглашение с командованием Киевского военного округа и Юго-Западного фронта о порядке использования чехословацких частей, которое, с одной стороны, подтверждало невмешательство последних в вооружённую борьбу внутри России на стороне какой-либо политической партии, а с другой — провозглашало их стремление «содействовать всеми средствами сохранению всего, что способствует продолжению ведения войны против нашего врага — австро-германцев».
27 октября это соглашение было доведено до сведения командования 1-й и 2-й чехословацких дивизий, а помощник комиссара Временного правительства при штабе Юго-Западного фронта Н. С. Григорьев распорядился отправить указанные соединения в Киев. 28 октября Славянский полк совместно с юнкерами киевских военных училищ участвовал в уличных боях против рабочих и солдат — сторонников Киевского Совета. Бои продолжались до заключения между враждующими сторонами перемирия 31 октября 1917 года.

### Конец ударничества
После Октябрьской революции Советское правительство, взявшее курс на скорейшее заключение сепаратного мира с Германией, вывод России из мировой войны и ликвидацию Русской армии, не было заинтересовано в сохранении ударных частей. Из-за общего антисоветского настроя ударников солдатские комитеты советизированных армий и фронтов начали принимать решения о расформировании ударных частей «явочным порядком». Точку в существовании ударных частей Русской армии поставил Главковерх Крыленко:

Ввиду производимой ныне демократизации армии, при которой все части приобретают совершенно одинаковый облик, существование впредь частей «смерти», всех видов «ударных» и «штурмовых» частей является излишним… В соответствии с этим: а) волонтёров формирующихся ныне ударных революционных батальонов, которые не обязаны военной службой, обратить в первобытное состояние, а военнообязанных направить в ближайшие запасные части; б) волонтёров таких же батальонов, находящихся на фронте, использовать для надобности фронта по усмотрению главнокомандующих.— Приказ № 979 от 9 декабря 1917 года
Женские ударные формирования были расформированы ещё ранее — 30 ноября 1917 года — по инициативе старого армейского командования.
Полковник Неженцев вывел в Новочеркасск 19 декабря эшелон полка с 50 ударниками и 30 пулемётами. Ещё около ста корниловцев группами и поодиночке пробрались на Дон (в литературе иногда фигурирует цифра 600, но это не верно, так как в октябре 1917 в полку оставалось менее 300 человек), где их командир М. О. Неженцев восстановил полк, ставший первым полком Добровольческой армии:459.
Самой последней из существовавших ударных частей стал 3-й Кубанский женский ударный батальон, расквартированный в Екатеринодаре, — он был расформирован только 26 февраля 1918 года по причине отказа штаба Кавказского военного округа в его дальнейшем снабжении:44.

## Итоги
К весне 1917 года, когда разложение старой русской армии достигло предела, в среде самой армии и в части патриотически ориентированного русского общества возникло движение, желавшее организовать вооружённые отряды вне старой армии для продолжения войны с Германией и противостояния анархии и развалу. Это движение встретило сочувствие и активную помощь со стороны командующего Юго-Западным фронтом генерала от кавалерии А. А. Брусилова, который к тому же 22 мая 1917 года был назначен верховным главнокомандующим русской армией. К концу лета 1917 года «ударничество» приняло такие широкие масштабы, что военное командование всерьёз обсуждало возможность формирования «Армии смерти».
Но оздоровить обстановку и повысить боеспособность русской армии созданием фронтовых «частей смерти» и революционных батальонов из волонтёров тыла не получилось. Прежде всего по той причине, что цели ударников и основной солдатской массы были прямо противоположны — ударничество создавалось для продолжения войны, а солдатская масса не желала её продолжения и жаждала немедленного заключения мира на любых условиях:199.
Если на «части смерти» армейское начальство смотрело как на необычную, но полезную меру, вызванную чрезвычайным моментом в русской истории, то «волонтёры тыла» так и остались для армии инородным, чужим организмом, к которому отрицательно относились и армейское начальство, и солдатская масса.
Военное ударничество на добровольной основе явилось попыткой найти выход из кризиса, в который завела русскую армию революция 1917 года. Процесс поиска новых форм добровольного военного служения родине не прекратился и после Октябрьской революции — на Юге России была создана Добровольческая армия, а в Советской России на рубеже 1917—1918 годов также шло формирование добровольных советских частей на базе старой русской армии с использованием элементов и методов ударничества (войска завесы), что привело впоследствии к созданию Рабоче-крестьянской Красной армии.
В советской историографии «ударничество» показывалось как «реакционная» и «белогвардейская» затея:ГЛАВА 15.
В период последовавшей затем Гражданской войны, ударные части сражались с обеих сторон. Если на юге во ВСЮР ударной частью был только Корниловский ударный полк, развёрнутый в 1919 году в дивизию, то в Сибири у А. В. Колчака ударные батальоны были сформированы при каждой пехотной дивизии, а некоторые батальоны были развёрнуты в бригады.
В Красной армии Ударная огневая бригада обороняла Каховку и штурмовала Перекоп в 1920 году. Бригада была создана 3 августа 1919 года в составе 2 ударных полков, кавалерийского полка, огнемётного батальона, двух бронеотрядов и танкового отряда. Приказ № 217 Блюхера от 18 октября 1920 года: "В упорных боях на Каховском плацдарме с 14 по 16 октября с.г. Ударная огневая бригада проявила исключительную стойкость и беспримерное мужество… За столь доблестную работу … представляю к награде «Почётным революционным Красным Знаменем». Генерал Достовалов — нач штаба 1-го армейского корпуса — не скрывал в своих мемуарах, что ударная огневая бригада поразила белогвардейцев своей выучкой, умением наступать и обороняться, стойкостью и дисциплиной.

## Известные ударники
- Блейш, Александр Николаевич — подполковник, командир 2-го Оренбургского ударного батальона (Юго-Западный фронт)
- Бочкарёва, Мария Леонтьевна — поручик, организатор женского батальона смерти
- Брусилов, Алексей Алексеевич — генерал от кавалерии, Верховный главнокомандующий русской армии, «первый ударник»
- Корнилов, Лавр Георгиевич — генерал от инфантерии, шеф Корниловского ударного полка, Верховный главнокомандующий русской армии
- Манакин, Виктор Константинович — подполковник, командир 1-го ударного революционного полка (Юго-Западный фронт)
- Манштейн, Владимир Владимирович — штабс-капитан, командир роты в батальоне смерти 2-й пехотной дивизии Румынского фронта
- Муравьёв, Михаил Артемьевич — один из инициаторов создания «ударных революционных батальонов из волонтёров тыла»
- Неженцев, Митрофан Осипович — Генерального штаба полковник, первый командир Корниловского ударного полка
- Скоблин, Николай Владимирович — штабс-капитан, один из шести первых офицеров Корниловского ударного отряда
- Трушнович, Александр Рудольфович — командир чешской роты Корниловского ударного полка, впоследствии один из основателей НТС
- Туркул, Антон Васильевич — штабс-капитан, командующий штурмового батальона 164-й пехотной дивизии
- Ухтомский, Николай Павлович — поручик, адъютант ударного отряда 8-й армии, затем Корниловского ударного полка
- Ширяев, Василий Михайлович — подполковник, командир дивизиона смерти Кавказской кавалерийской дивизии
- Шишко, Павел Оттонович — капитан 1-го ранга, командир Ревельского морского батальона смерти
- Янкевский, Леонид Владимирович — полковник, командир ударного батальона 1-й Финляндской стрелковой дивизии

## В культуре
- Писатель Борис Акунин написал детектив «Батальон ангелов», действие которого происходит в 1917 году в женском батальоне смерти. Из реальных прототипов в книге показаны дочь адмирала Скрыдлова (под именем Александра Шацкая) и Мария Бочкарёва.
- В романе Вениамина Каверина «Два капитана» отчим рассказчика Сани Григорьева Гаер Кулий вскоре после Февральской революции записался в батальон смерти, чтобы единоразово получить ничтожно малую сумму, а после прихода к власти большевиков сбежал из города.